# Porcupine Tree

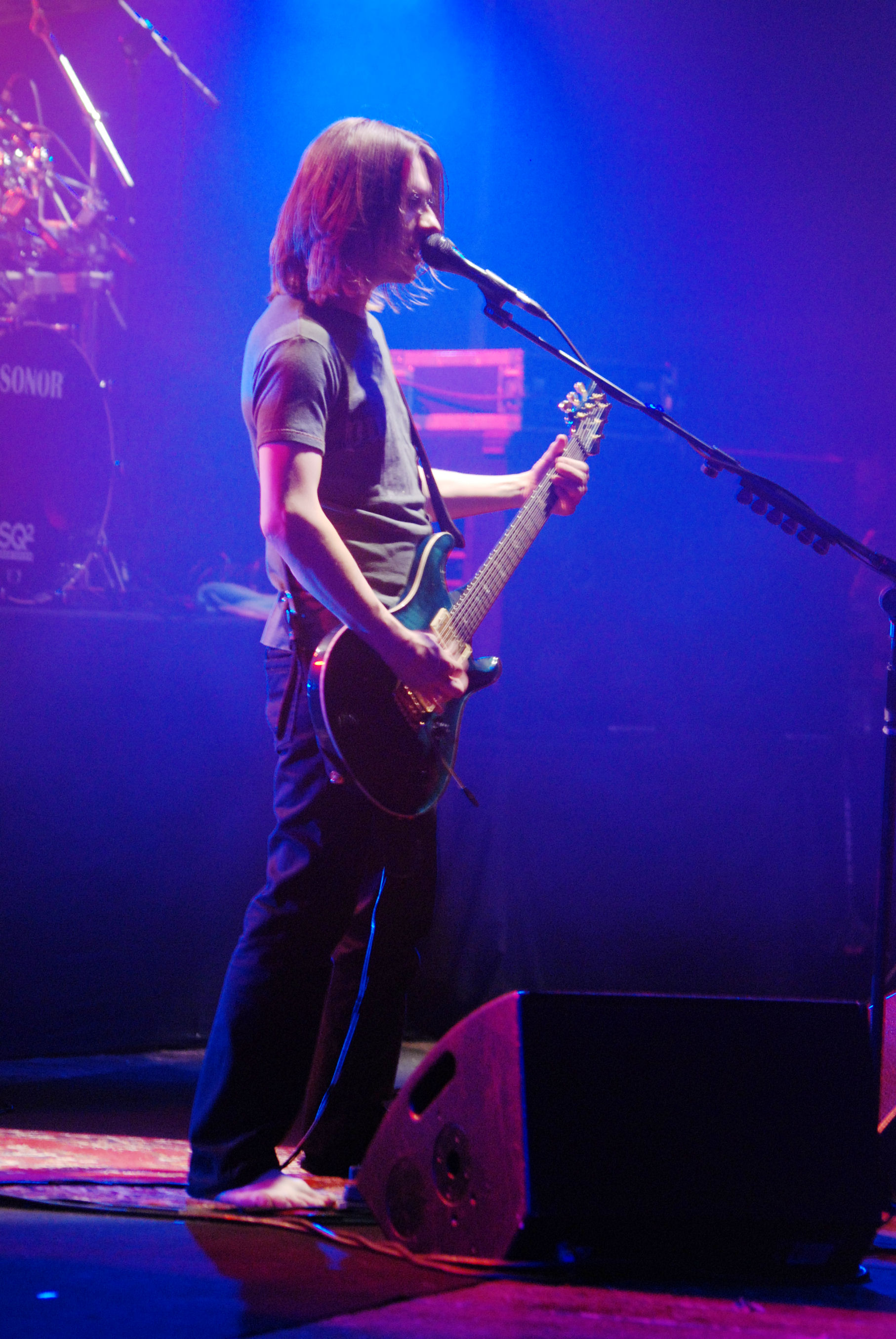
Steven Wilson

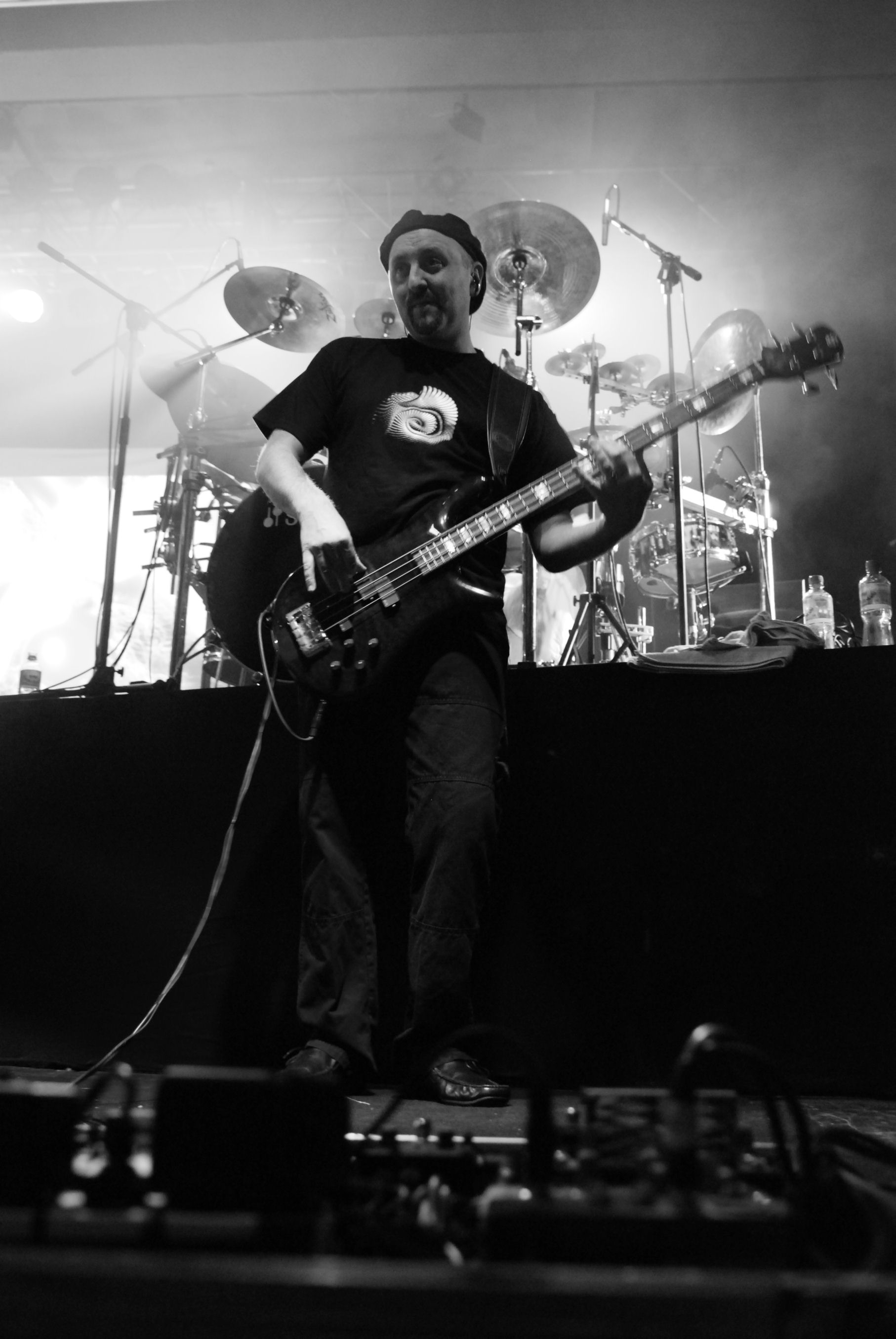
Colin Edwin

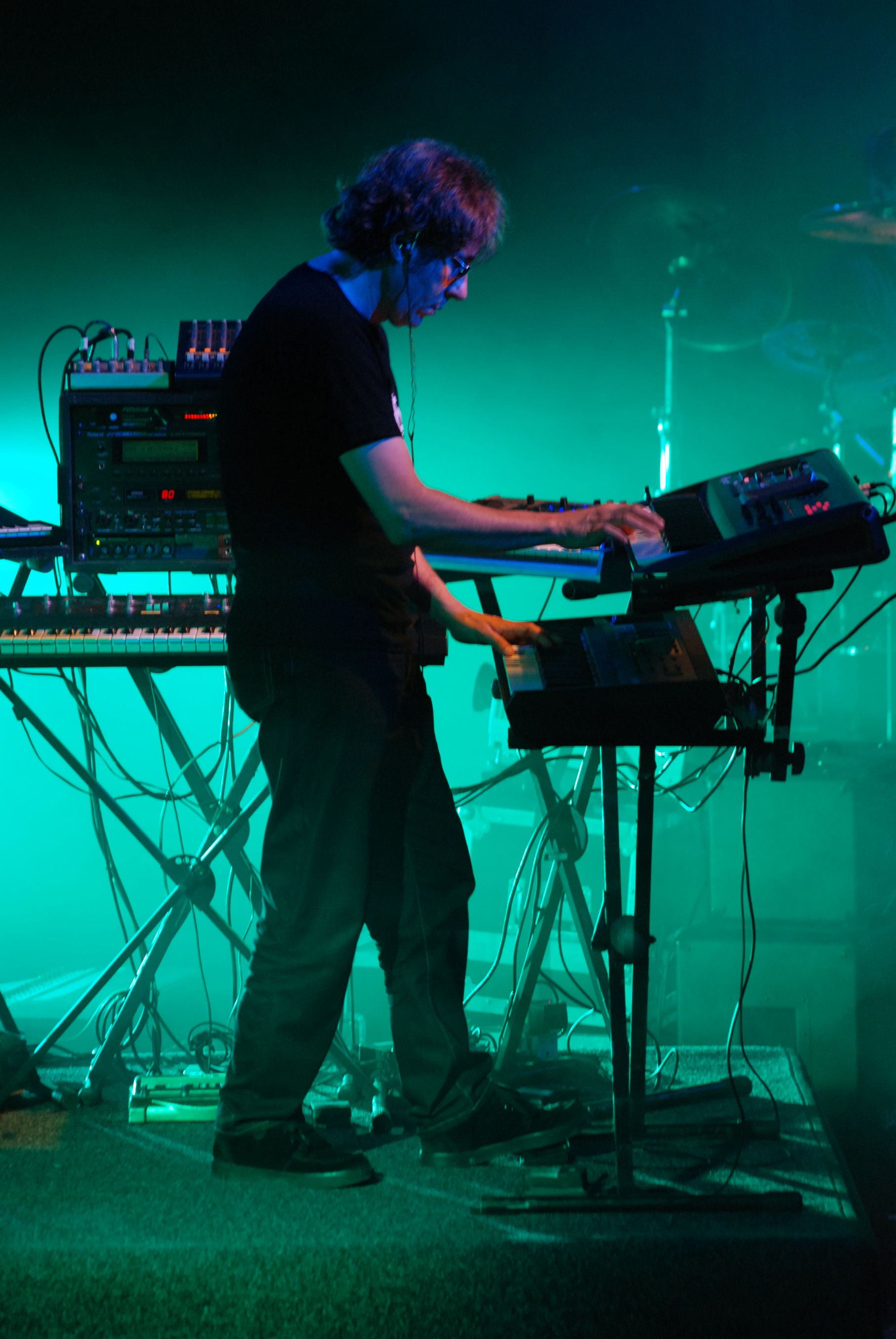
Richard Barbieri

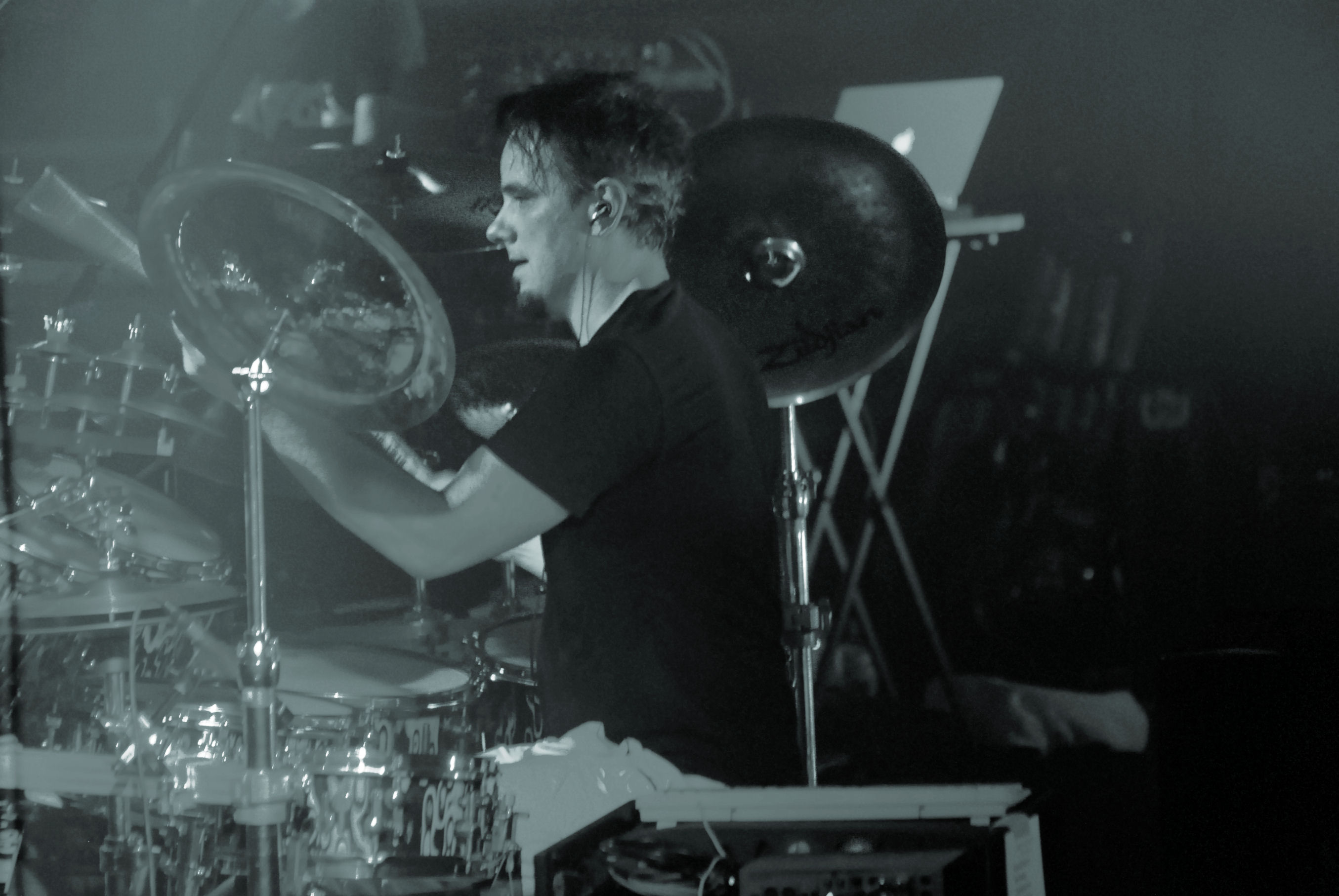
Gavin Harrison

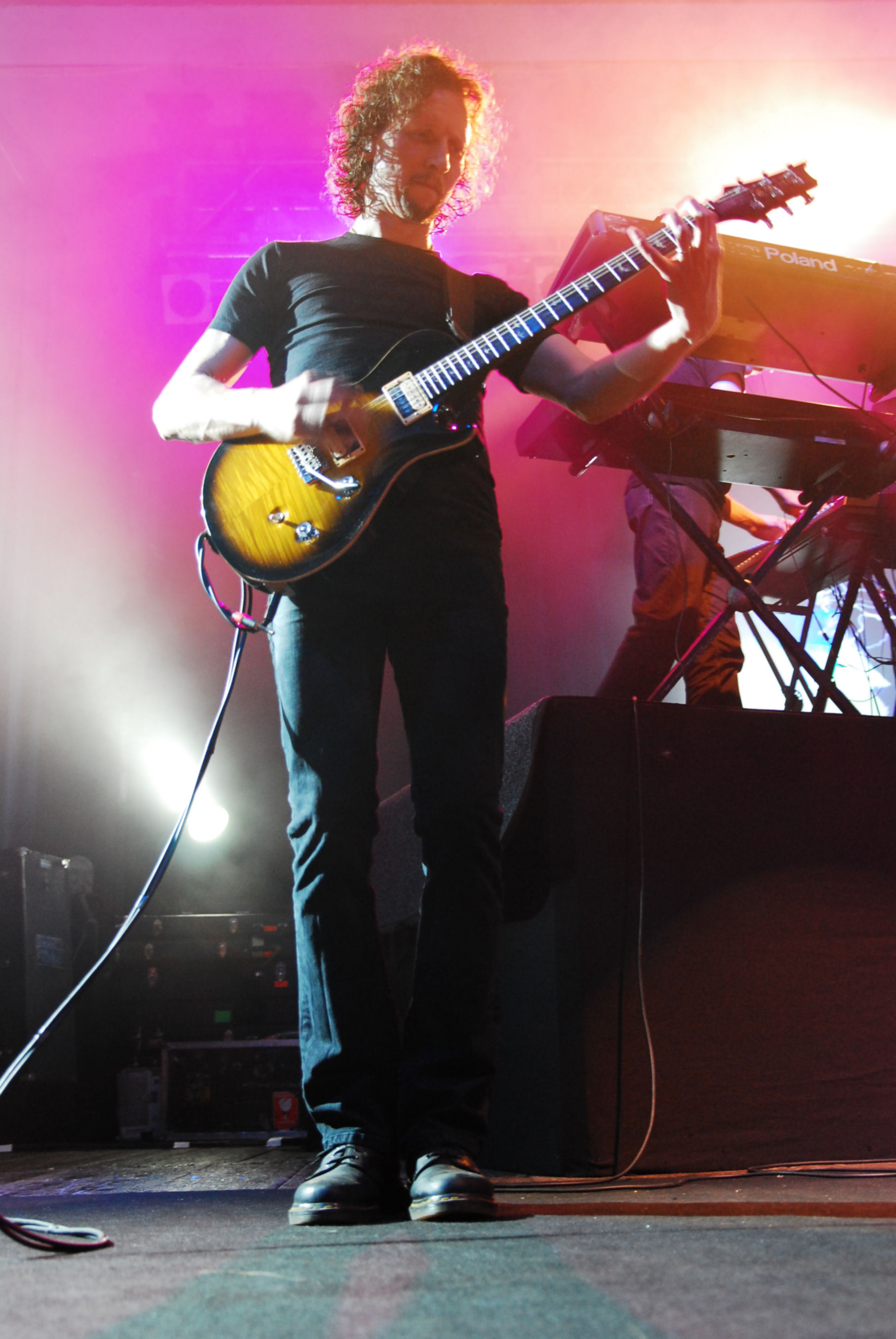
John Wesley

Porcupine Tree is een Engelse band en een vertegenwoordiger van de progressieve rock. De band is ontstaan als een verzonnen verhaal van Steven Wilson en Malcolm Stocks over een legendarische groep uit de jaren 1970 met verzonnen bandleden en een absurde discografie.

## Geschiedenis
Wilson speelde in de band no-man met Tim Bowness en Ben Coleman, maar maakte daarnaast een aantal muziekstukken die aan de verzonnen band Porcupine Tree werden toegeschreven. In 1989 werd een aantal stukken via de cassette Tarquin's Seaweed Farm verspreid onder personen die wellicht geïnteresseerd zouden kunnen zijn.
Een van de cassettes kwam in handen van het Britse undergroundmagazine Freakbeat. Richard Allen en Ivor Trueman, uitgevers van dit blad, waren bezig een platenmaatschappij op te zetten, en alhoewel ze Porcupine Tree een niet al te beste recensie gaven in hun blad, zochten ze wel contact om Porcupine Tree een nummer op een compilatiealbum te laten plaatsen. Dit album heette Psychedelic Psauna en bevatte het nummer Linton Samuel Dawson zoals het ook op On The Sunday of Life... verscheen.
Met het tweede volwaardige studio-album The Sky Moves Sideways brak Porcupine Tree door bij liefhebbers van progressieve rock, vooral omdat het album regelmatig sterk refereert aan het werk van Pink Floyd. Met Stupid Dream vestigde de band zich voorgoed in de canon van progressieve rock, hoewel frontman Steven Wilson zich niet kan vereenzelvigen met het feit dat zijn band als prog-rock geclassificeerd wordt.
Op In Absentia werkte de band vanuit een hardere benadering, dit kwam mede doordat Wilson had samengewerkt met de Zweedse progressieve death-metallers van Opeth. Als zodanig kennen de Opeth-albums uit die periode veel Porcupine Tree-invloeden, terwijl Wilson verscheidene elementen van het Opeth-geluid in het geluid van Porcupine Tree interpoleerde. Hoewel het In Absentia aan consistentie ontbreekt, zorgde de relatie met Opeth er wel voor dat Porcupine Tree in beeld kwam bij de metal-liefhebbers, een beweging die met het album Deadwing voortgezet werd. Ook wist de band met Deadwing haar positie aan de top van de progressieve rock te consolideren.
In 2007 verscheen het conceptalbum Fear Of A Blank Planet en werd in 2008 gevolgd door de EP Nil Recurring.
Na de release en gelijknamige tour van hun tiende studioalbum, The Incident, was de band lang niet meer actief. Wilson en de anderen verlegden hun focus naar hun solo-activiteiten. In 2018 sloot Wilson een mogelijke nieuwe samenwerking van de band uit.
Desondanks kwam de band onverwacht in 2021 weer bijeen, zonder daar al te veel de publiciteit over te zoeken. Ditmaal bestaat de band uit het driemanschap Wilson, Barbieri en Harrison. De nieuwe samenwerking werd formeel bekendgemaakt op de website op 1 november 2021, waarbij de nieuwe single "Harridan" werd uitgegeven en een nieuw studioalbum werd aangekondigd met de titel Closure / Continuation, te worden uitgebracht op 24 juni 2022.

## Bezetting
- Steven Wilson – gitaar, toetsen, zang
- Richard Barbieri – toetsen
- Gavin Harrison – drums (2002–heden)

### Voormalige leden
- Chris Maitland – drums (1993–2002)
- Colin Edwin – basgitaar (tot 2009)

### Live
- John Wesley – gitaar, achtergrondzang (2002–heden)

## Discografie

### Albums
- 1989: Tarquin's Seaweed Farm
- 1991: On The Sunday Of Life... (later opnieuw uitgebracht bij Snapper Records)
- 1993: Up The Downstair (als 2CD later opnieuw uitgebracht bij Snapper Records)
- 1995: The Sky Moves Sideways (als 2CD later opnieuw uitgebracht bij Snapper Records)
- 1996: Signify (als 2CD later opnieuw uitgebracht bij Snapper Records)
- 1997: Coma Divine (2CD) (live) (later opnieuw uitgebracht bij Snapper Records)
- 1998: Metanoia (later opnieuw uitgebracht bij Snapper Records)
- 1999: Stupid Dream (in 2006 geremasterd en als cd/dvd-audio, heruitgegeven)
- 2000: Voyage 34: The Complete Trip (later opnieuw uitgebracht bij Snapper Records)
- 2000: Lightbulb Sun (ook uitgebracht als cd/dvd-audio, Special Edition)
- 2001: Recordings
- 2001: Moonloop
- 2002: Stars Die: The Delerium Years 1991–1997 (2CD) (later opnieuw uitgebracht bij Snapper Records)
- 2002: In Absentia (ook te verkrijgen als cd/dvd-audio, Special Edition)
- 2003: XM (live)
- 2004: Warszawa (live)
- 2005: Deadwing (ook als dvd-audio uitgebracht)
- 2005: XMII (live)
- 2007: Fear Of A Blank Planet (ook te verkrijgen als cd/dvd-audio, Special Edition)
- 2007: Nil Recurring
- 2008: We Lost the Skyline
- 2009: The Incident
- 2022: Closure / Continuation

### DVD's
- 2006: Arriving Somewhere...
- 2010: Anesthetize (Opgenomen in de 013 op 15 en 16 oktober 2008, zal eveneens op blu-ray beschikbaar zijn)

## Hitlijsten

### Albums
| Album met eventuele hitnotering(en) in de Nederlandse Album Top 100 | Datum van verschijnen | Datum van binnenkomst | Hoogste positie | Aantal weken | Opmerkingen |
| ------------------------------------------------------------------- | --------------------- | --------------------- | --------------- | ------------ | ----------- |
| Deadwing                                                            | 25-03-2005            | 02-04-2005            | 56              | 2            |             |
| Fear Of A Blank Planet                                              | 13-04-2007            | 21-04-2007            | 13              | 5            |             |
| The Incident                                                        | 11-09-2009            | 19-09-2009            | 5               | 7            |             |
| Octane Twisted                                                      | 16-11-2012            | 24-11-2012            | 68              | 1            | Livealbum   |
| Closure/Continuation                                                | 24-06-2022            | 02-07-2022            | 1(1wk*)         | 1*           |             |

| Album met hitnotering(en) in de Vlaamse Ultratop 200 albums | Datum van verschijnen | Datum van binnenkomst | Hoogste positie | Aantal weken | Opmerkingen |
| ----------------------------------------------------------- | --------------------- | --------------------- | --------------- | ------------ | ----------- |
| The Incident                                                | 2009                  | 26-09-2007            | 79              | 2            |             |
| Anesthetize                                                 | 20-05-2010            | 29-06-2015            | 158             | 1            | Livealbum   |
| Octane Twisted                                              | 2012                  | 01-12-2012            | 111             | 1            | Livealbum   |
| Closure/Continuation                                        | 2022                  | 02-07-2022            | 11*             | 1*           |             |

### Dvd's
| Dvd's met hitnoteringen in de Nederlandse Music Top 30 | Datum van verschijnen | Datum van binnenkomst | Hoogste positie | Aantal weken | Opmerkingen |
| ------------------------------------------------------ | --------------------- | --------------------- | --------------- | ------------ | ----------- |
| Arriving somewhere                                     | 2006                  | 28-10-2006            | 14              | 4            |             |
| Anesthetize                                            | 2010                  | 29-05-2010            | 3               | 18           |             |

### NPO Radio 2 Top 2000
| Nummer met noteringen in de NPO Radio 2 Top 2000 | '23  | '24 |
| ------------------------------------------------ | ---- | --- |
| Arriving Somewhere but Not Here                  | 1478 | 799 |

1. ↑  Een vetgedrukt getal geeft de hoogste notering aan.
2. ↑  2023 was het eerste jaar met een notering voor dit nummer.